# Lima-Blattohrmaus
Die Lima-Blattohrmaus (Phyllotis limatus) ist ein Nagetier in der Familie der Wühler, das im Westen Südamerikas vorkommt.

## Merkmale
Die Art erreicht durchschnittlich eine Kopf-Rumpf-Länge von 111,8 mm, eine Schwanzlänge von 128,1 mm sowie eine Hinterfußlänge von 26,2 mm. Das Gewicht variiert zwischen 40 und 60 g. Das weiche Fell der Oberseite ist auf dem Rücken hell graubraun und wird zu den Körperseiten hin gelbbraun. Auf dem Kopf kommen nur graue Haare vor und die Unterseite ist cremefarben bis weiß. Dieses Nagetier hat große hellbraune Ohren. Auf dem Schwanz kommen nur wenige Haare vor. Er ist oberseits braun und unterseits weiß. Kennzeichnend sind weiterhin weiße Hände und Füße sowie schmale obere Schneidezähne.

## Verbreitung
Das Verbreitungsgebiet liegt im westlichen Bereich der Anden und im vorgelagerten Flachland in Peru sowie im Norden Chiles. Es reicht ungefähr von Lima bis nach Calama. Die Lima-Blattohrmaus erreicht in den Anden 4000 Meter Höhe. Sie hält sich in verschiedenen Landschaften auf. Sie kann unter anderem in Fels- und Sandwüsten, in Galeriewäldern, in der Gebirgsgrassteppe Puna oder in der Loma-Formation angetroffen werden.

## Lebensweise
Diese Blattohrmaus sucht nachts und auf dem Boden nach Nahrung, die aus Pflanzenteilen, Pilzen und Gliederfüßern besteht. Laut den wenigen vorhandenen Studien findet die Fortpflanzung vorwiegend in der Regenzeit zwischen November und April statt. Zusätzlich konnten einzelne trächtige Weibchen in anderen Monaten dokumentiert werden. Weibchen hatten im Süden Perus 3 bis 7 Nachkommen pro Wurf. Während eines El-Niño-Ereignisses lag die Nachkommenanzahl dicht an der Obergrenze dieses Spektrums.

## Bedrohung
Durch Landschaftsveränderungen in Küstennähe wurde das Verbreitungsgebiet geringfügig kleiner. Andere Beeinträchtigungen liegen nicht vor und die Gesamtpopulation wird als stabil eingeschätzt. Die Lima-Blattohrmaus wird deswegen von der IUCN als „nicht gefährdet“ (least concern) gelistet.